# Valdehijaderos (kommunhuvudort)
Valdehijaderos är en kommunhuvudort i Spanien.   Den ligger i provinsen Provincia de Salamanca och regionen Kastilien och Leon, i den centrala delen av landet, 180 km väster om huvudstaden Madrid. Valdehijaderos ligger 779 meter över havet och antalet invånare är 108.
Terrängen runt Valdehijaderos är huvudsakligen kuperad, men åt nordost är den platt. Runt Valdehijaderos är det ganska glesbefolkat, med 34 invånare per kvadratkilometer. Närmaste större samhälle är Béjar, 8,0 km sydost om Valdehijaderos. I omgivningarna runt Valdehijaderos växer i huvudsak blandskog.